# Tara Hill
Tara Hill är en kulle i republiken Irland.   Den ligger i grevskapet Loch Garman och provinsen Leinster, i den östra delen av landet, 70 km söder om huvudstaden Dublin. Toppen på Tara Hill är 250 meter över havet, eller 193 meter över den omgivande terrängen. Bredden vid basen är 3,6 km.
Terrängen runt Tara Hill är huvudsakligen platt, men åt nordväst är den kuperad. Havet är nära Tara Hill åt sydost. Närmaste större samhälle är Gorey, 5,7 km sydväst om Tara Hill. 